# Черкьяра-ди-Калабрия

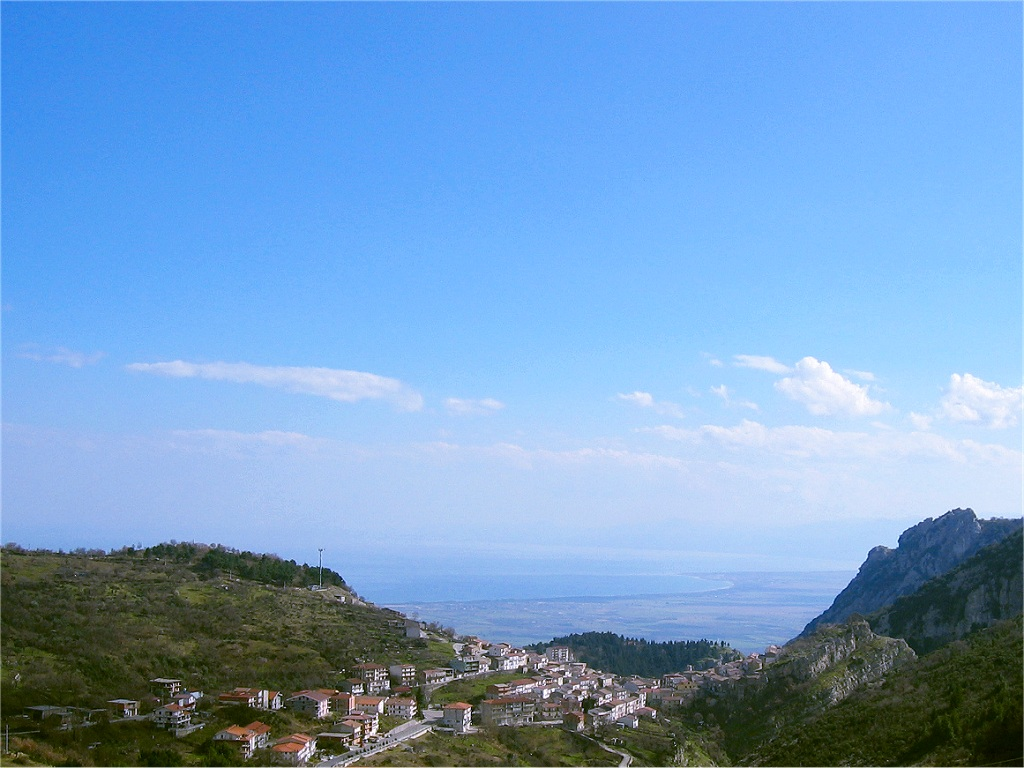

Черкьяра-ди-Калабрия (итал. Cerchiara di Calabria) — коммуна в Италии, располагается в регионе Калабрия, подчиняется административному центру Козенца (провинция).
Население составляет 3025 человек (на г.), плотность населения составляет 37 чел./км². Занимает площадь 81 км². Почтовый индекс — 87070. Телефонный код — 0981.
Покровителями коммуны почитаются Пресвятая Богородица (Santa Maria delle Armi), празднование 25 апреля, святой Вонифатий Римский, праздник ежегодно празднуется 14 мая, sant’ Antonio (13 giugno).